# Anemesia incana
Espèce
Anemesia incana est une espèce d'araignées mygalomorphes de la famille des Cyrtaucheniidae.

## Distribution
Cette espèce est endémique du Tadjikistan.

## Description
Le mâle décrit par Zonstein en 2018 mesure 14,50 mm et la femelle 17,50 mm.

## Publication originale
- Zonstein, 2001 : Notes on allocation of the mygalomorph spider genus Anemesia Pocock, 1895 (Araneae), with description of a new congener from Tajikstan. Tethys Entomological Research, vol. 3, p. 11-14.